# ويليام شيلوفيا
ويليام شيلوفيا (بالإنجليزية: William Chilufya)‏ هو لاعب كرة قدم زامبي في مركز الهجوم، ولد في 25 ديسمبر 1983. لعب مع ستارلا بريميرو دي مايو ‏.